# 伊萬基夫齊 (薩塔尼夫市鎮)
49°11′16″N 26°15′22″E / 49.18778°N 26.25611°E
伊萬基夫齊（烏克蘭語：Іванківці）是位於烏克蘭西部的村莊，由赫梅利尼茨基州裡赫梅利尼茨基區的薩塔尼夫市鎮負責管轄。該村始建於1886年，面積4.33平方公里，海拔高度338米，2001年人口1,542，人口密度每平方公里356.5人。